# 横田典子
横田典子（よこた のりこ、1969年7月12日 - ）は日本の裁判官。大阪地裁裁判長。

## 来歴
京都大学法学部卒業。1997年4月10日 裁判官任官（大阪地裁判事補）。2004年4月 神戸学院大学大学院実務法学研究科（法科大学院）客員教授（〜2005年3月）。
2020年2月5日 大阪地裁判事・大阪簡裁判事。同年4月1日 大阪地裁第2民事部（租税・行政部）総括判事・大阪簡裁判事。生まれながらに茶髪の女子高生に黒染めを強要し、ブラック校則で話題となった判決に裁判長として携わった。

## 略歴
- 1997年4月10日 - 裁判官任官（大阪地裁判事補）。
- 1999年4月1日 - 鹿児島地家裁判事補。
- 2000年8月1日 - 鹿児島地家裁判事補・鹿児島簡裁判事。
- 2002年4月1日 - 大阪地家裁判事補・大阪簡裁判事。
- 2004年4月 - 神戸学院大学大学院実務法学研究科（法科大学院）客員教授（〜2005年3月）[1]。
- 2005年4月1日 - 最高裁事務総局行政局付（東京地裁判事補・東京簡裁判事）。
- 2007年4月10日 - 最高裁事務総局行政局付（東京地裁判事・東京簡裁判事）。
- 2007年7月5日 - 東京高裁判事・東京簡裁判事。
- 2008年4月1日 - 大阪地裁判事・大阪簡裁判事。
- 2012年4月1日 - 静岡地家裁判事・静岡簡裁判事。
- 2014年4月1日 - 東京地裁判事・東京簡裁判事。
- 2015年4月1日 - 司法研修所教官（東京地裁判事・東京簡裁判事）。
- 2018年4月1日 - 大阪高裁判事・大阪簡裁判事。
- 2020年2月5日 - 大阪地裁判事・大阪簡裁判事。
- 2020年4月1日 - 大阪地裁第2民事部（租税・行政部）総括判事・大阪簡裁判事。